# Hruby Regiel

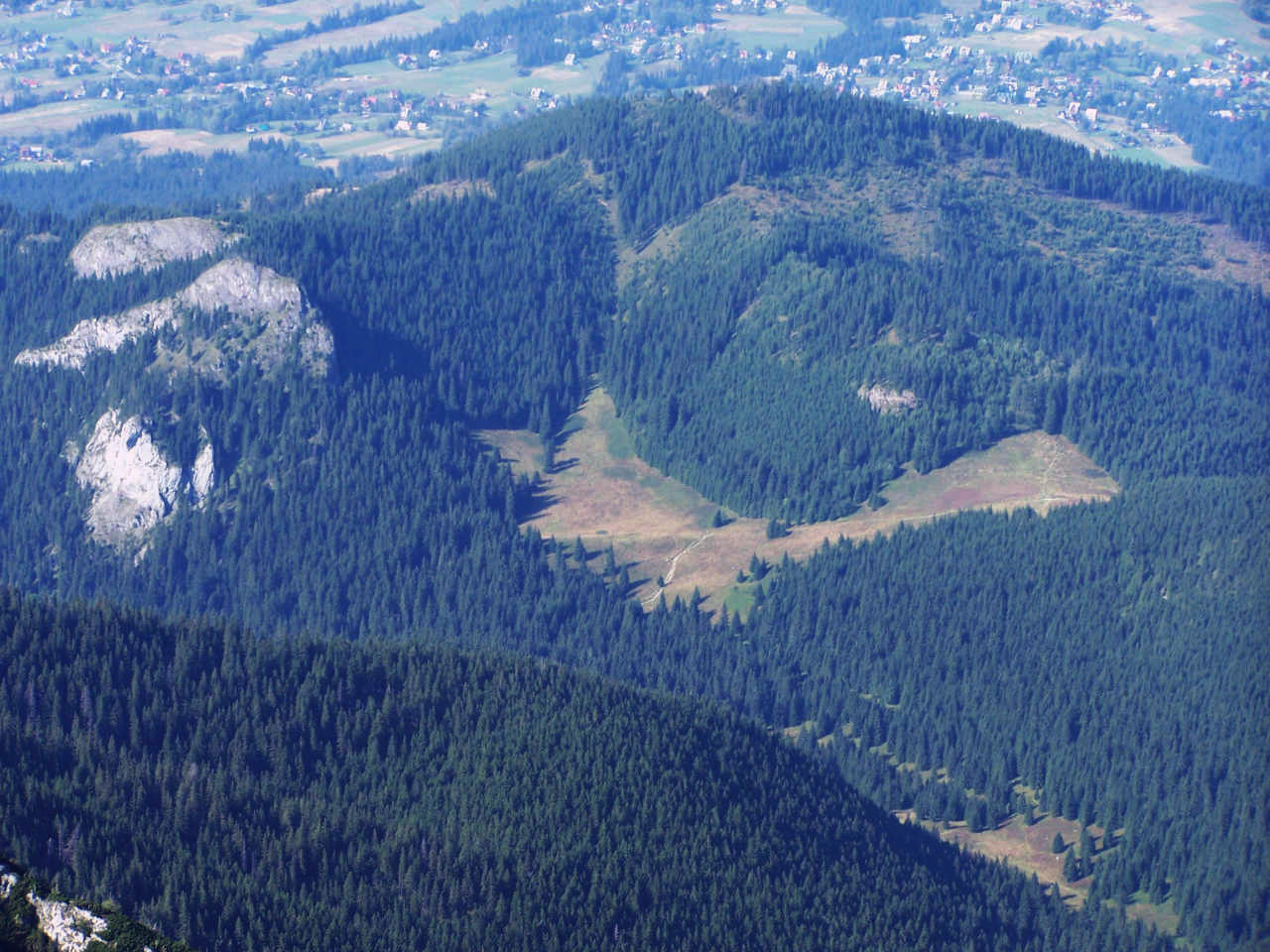
Gipfel mit der Alm Miętusia Polana

Die Hruby Regiel ist ein Berg in der polnischen Westtatra mit 1339 Metern Höhe. Sie liegt auf dem Gemeindegebiet von Kościelisko. 

## Lage und Umgebung
Die Hruby Regiel liegt in der polnischen Tatra oberhalb des Tals Dolina Małej Łąki.

## Tourismus
Auf den Gipfel führen keine markierten Wanderwege. Der Gipfel ist jedoch von den umliegenden Tälern gut einsehbar.
Als Ausgangspunkt für eine Besteigung der Wanderwege um den Gipfel eignen sich die Ornak-Hütte und die Chochołowska-Hütte.

## Belege
- Zofia Radwańska-Paryska, Witold Henryk Paryski, Wielka encyklopedia tatrzańska, Poronin, Wyd. Górskie, 2004, ISBN 83-7104-009-1.
- Tatry Wysokie słowackie i polskie. Mapa turystyczna 1:25.000, Warszawa, 2005/06, Polkart, ISBN 83-87873-26-8.